# Памятник Платову (Новочеркасск)

Современный памятник атаману Платову в сквере Новочеркасска

Памятник Матвею Ивановичу Платову ― первый скульптурный памятник города Новочеркасска, установленный в честь прославленного донского атамана, основателя города, генерала от кавалерии и героя Отечественной войны 1812 года Матвея Ивановича Платова (1753—1818).

## История
Первый памятник Матвею Ивановичу Платову был установлен к столетию со дня рождения атамана, 9 мая 1853 года в городе Новочеркасск во время правления Николая I. Памятник был возведён по проекту известного скульптора П. К. Клодта и архитектора А. А. Иванова. Ему было отведено место в центре города, перед Атаманским дворцом в Атаманском сквере.
Вместо умершего в 1848 году А. А. Иванова к проекту был подключен в 1849 году Н. А. Токарев, который выполнил статую военачальника, отлитую затем П. К. Клодтом.
Для создания памятника Платову в Российской империи был объявлен сбор пожертвований. В создании памятника по проекту архитектора А. А. Иванова принимали участие известные скульпторы. Открытие памятника состоялось 9 мая 1853 года в Новочеркасске. Мероприятие проводилось по высочайше утвержденному церемониалу. В Вознесенском соборе города была совершена торжественная литургия, затем Войсковой круг и гости отправились к памятнику. При приближении процессии к Александровской площади был произведён артиллерийский салют в 101 залп в честь генеральских побед.
На Александровскую площадь были вынесены войсковые регалии. Перед открытием памятника были произведены три выстрела из орудий. Памятник был открыт. На постаменте памятника возвышалась скульптура атамана во весь рост, в генеральском мундире. Поверх мундира накинута бурка. В левой руке Платов держит пернач, в правой руке — обнаженную саблю. На пьедестале памятника выгравирована надпись «Атаману графу Платову за военные подвиги с 1770 по 1816 годы. Признательные Донцы». Памятник окружала металлическая ограда с лабрисами на столбах. Ажурная металлическая ограду была изготовлена на только что открытых чугунолитейных мастерских Ф. Х. Фаслера. За оградой были установлены пушки.

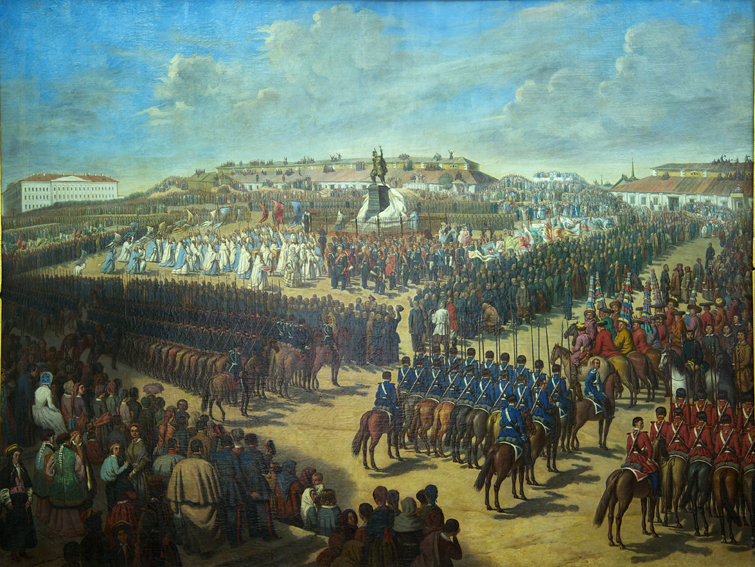
Карл Мазер. Открытие памятника Платову

Церемония открытия памятника атаману Платову отражена на картине шведского художника Карла Мазера «Открытие памятника Платову».
70 лет спустя в 1923 году по декрету Совнаркома от 12 апреля 1918 г. «О снятии памятников, воздвигнутых в честь царей и их слуг, по выработке проектов памятников Российской Социалистической Революции», памятник был снесен с изначального постамента и передан в Донской музей.
В 1925 году на старом месте на том же пьедестале был поставлен памятник В. И. Ленину. Памятник Платову в течение пяти пылился в музейных фондах, а в 1933 он был переплавлен на подшипники местным заводом имени А. А. Никольского.
13 марта 1988 года Совет Министров РСФСР выдал разрешение на восстановление памятника в Новочеркасске. Московский скульптор Александр Тарасенко воссоздал скульптуру атамана с максимальным приближением к оригиналу. Автором проекта нового памятника М. И. Платову был также скульптор А. А. Скнарин.
В 1993 году произошло вторичное открытые изначального варианта памятника на том же самом месте, на том же самом пьедестале, но вид его, тем не менее, не является полностью аутентичным: вокруг него не хватает металлической ограды, не установлены по углам ограды пушки образца Отечественной войны 1812 года, не восстановлен в первоначальном виде фонтан в центре сквера. Открытие памятника 16 мая 1993 года стало крупным городским праздником возрождения Донского казачества.